# Georges Jordac
Œuvres principales
L’Imam ‘Ali la voix de la justice humaine
Georges Samaan Jordac (en arabe : جورج جرداق), né en 1931 à Marjayoun au Liban et mort le 5 novembre 2014 est un penseur chrétien, écrivain, poète et dramaturge libanais. Il a écrit le livre, l'Imam Ali (a), la voix de la justice humaine. Une rue à Téhéran porte le nom de Georges Jordac.

## Biographie
Georges Jordac est né dans une famille orthodoxe dans la région de Ghatani au sud du Liban. Son frère Fowad Jordac lui avait fait connaitre le Nahj al-Balagha et l’avait encouragé à le lire.

## Œuvres
- L’Imam ‘Ali la voix de la justice humaine  (الامام علي صوت العدالة الإنسانية), C'est une œuvre rédigée en arabe de 5 volumes[3]

1. L’Imam ‘Ali et la révolution française: (arabe : بين علي والثورة الفرنسية)
2. L’Imam ‘Ali et les droits de l’homme (arabe : علي وحقوق الإنسان)
3. L’Imam ‘Ali et Socrate (arabe : عليّ وسقراط)
4. La biographie de l’Imam ‘Ali (AS)
5. L’Imam ‘Ali (AS) et la mentalité arabe
6. un livre sur le Nahjol Balãgha (arabe : روائع نهج البلاغة)

- Wagner et la femme
- Les palais et les cabanes
- Le hadith Al-Malahi